# Acacia caraniana
Acacia caraniana är en ärtväxtart som beskrevs av Emilio Chiovenda. Acacia caraniana ingår i släktet akacior, och familjen ärtväxter. IUCN kategoriserar arten globalt som nära hotad. Inga underarter finns listade i Catalogue of Life.